# Taylor Spreitler
Taylor Spreitler (née le 23 octobre 1993 à  Hattiesburg, Mississippi) est une actrice américaine. Elle fut révélée au grand public en jouant dans la série Des jours et des vies sur NBC de janvier 2009 à juin 2010. Elle a récemment rejoint l'équipe de Melissa and Joey pour jouer le rôle de Lennox Scanlon.

## Carrière

### Début de carrière
Initialement un modèle à temps partiel, Spreitler a réservé plus tard sa première audition commerciale, une campagne nationale pour Motrin. C'a été suivi par une série de publicités, y compris JIF, Hess et pour Chuck E. Fromage.
Chanteuse accomplie, Spreitler a chanté devant un auditoire mondial pendant un spectacle d'avant match pour le Liberty Bowl sur ESPN.

### Des jours et des vies
En janvier 2009, Spreitler a signé un contrat de trois ans pour jouer le rôle de Mia McCormick sur le feuilleton de NBC "Des jours et des vies". Son dernier épisode eu lieu à la fin de juin 2010 après qu'elle fut libérée de son contrat.

### Melissa and Joey
Taylor joue Lennox, un personnage principal dans la série télévisée Melissa and Joey sur ABC Family

## Filmographie sélective

### Cinéma
- 2007 : All Souls Day : Alice
- 2015 : Girl on the Edge de Jay Silverman : Hannah Green
- 2017 : Amityville: The Awakening de Franck Khalfoun : Marissa
- 2018 : Leprechaun Returns de Steven Kostanski : Lila Reding

### Télévision
- 2005 : New York, unité spéciale : Chloe Sellers (saison 6, épisode 18)
- 2009-2010 : Des jours et des vies (TV) : Mia McCormick (139 épisodes)
- 2010 : Melissa and Joey (TV) : Lennox Scanlon||
- 2012 : Piégée à 17 ans (talked at 17) (TV) : Angela Curson (VF : Claire Tefnin)
- 2012 : L'Expérience de Noël (3 Day Test) (TV) : Lu Taylor
- 2012 : New York, unité spéciale : Taylor Culphers (saison 14, épisode 6)
- 2013 : Froid comme la vengeance (The Contractor) (TV) : Mckenzie Chase
- 2014 : Au cœur de la tempête (Category 5) (TV) : Victoria
- 2015 : Esprits Criminels (saison 11 épisode 6) : Riley Desario